# Antas da Valeira
Die beschädigten Antas da Valeira liegen im südlichen Zwickel der Kreuzung der Straßen Évora – Montemor und Escoural – Arraiolos im Alentejo. Anta oder Dolmen ist die portugiesische Bezeichnung für etwa 5000 Megalithanlagen, die während des Neolithikums im Westen der Iberischen Halbinsel von den Nachfolgern der Cardial- oder Impressokultur errichtet wurden. 
Die beiden Megalithanlagen wurden erst vor wenigen Jahren als solche erkannt. Sie sind im „Roteiro megalitico“ der Stadtverwaltung Évora unter „Guadalupe-Valverde-Tour“ aufgeführt. Das Nebeneinander einer großen und einer kleinen Anta ist in Portugal häufiger festzustellen, ohne dass es bislang eine Erklärung dafür gibt. Anta 1 steht zwischen zwei Olivenbäumen und ist weitgehend intakt, mit den Überresten des Erdhügels, aber ohne den Deckstein. Anta 2 liegt im freien Feld und ist etwas mehr beschädigt. Grabungen wurden in Valeira nicht durchgeführt, Funde sind nicht bekannt.
Es gibt viele Dolmen und Menhire im Distrikt Évora und im Gebiet zwischen der Straßenkreuzung von Valeira und der Autobahn A5 im Süden. 3,5 Kilometer nördlich der Autobahn liegt, in der Mitte eines Korkeichenwäldchens, auf einem Hügel östlich der Straße, der Cromlech von Portela de Mogos. Südlich der Autobahn liegt etwa 800 Meter westlich der Straßenkreuzung, auf der Nordseite zwischen der Straße nach Montemor und der Autobahn die Anta do Patalim.